# De Havilland Canada DHC-6 Twin Otter
De Havilland Canada DHC-6 Twin Otter je kanadský dvoumotorový turbovrtulový hornoplošník pro 12 až 20 cestujících s pevným příďovým podvozkem.

## Vznik

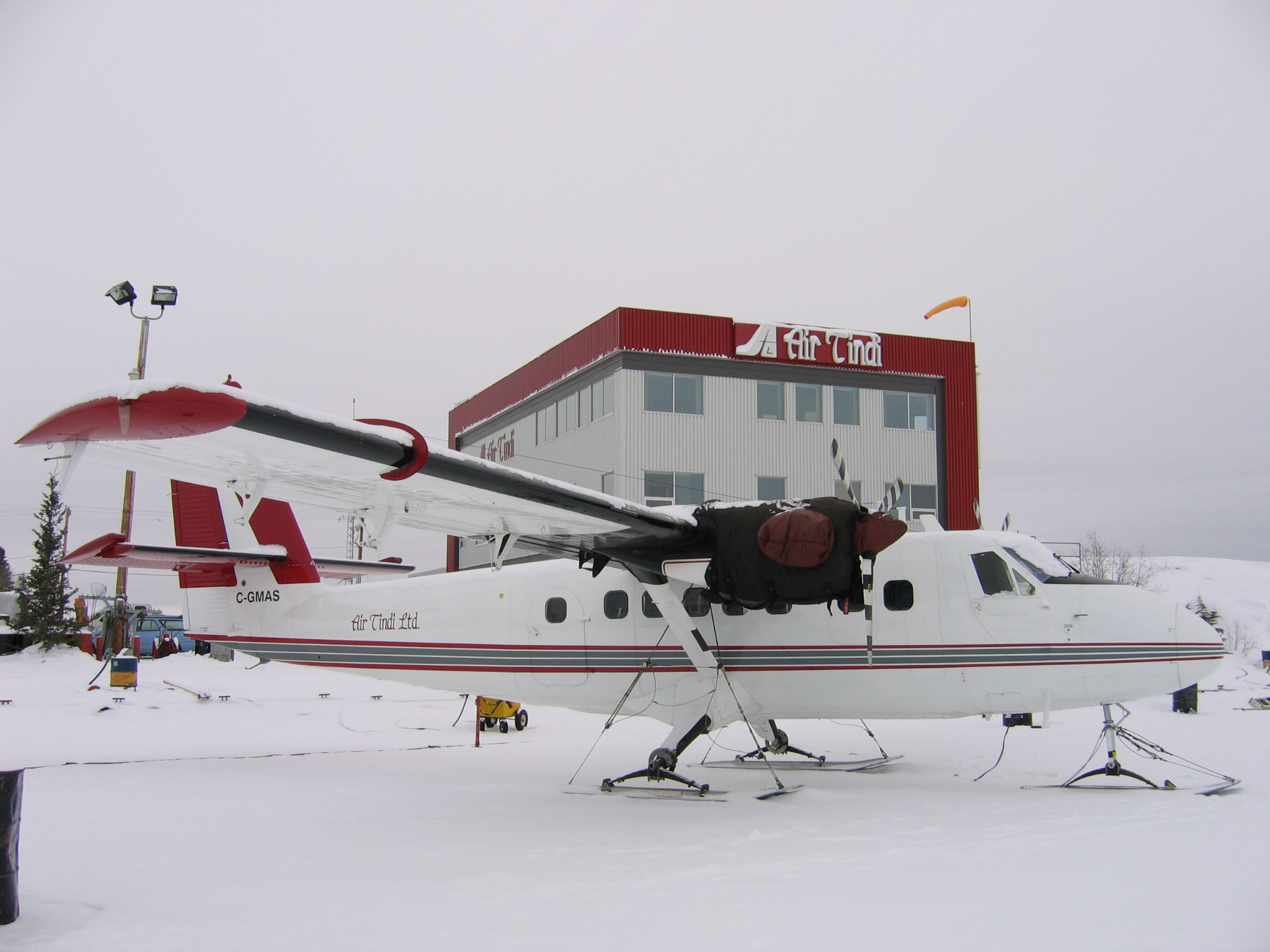
De Havilland DHC-6 (C-GMAS) s lyžovým podvozkem

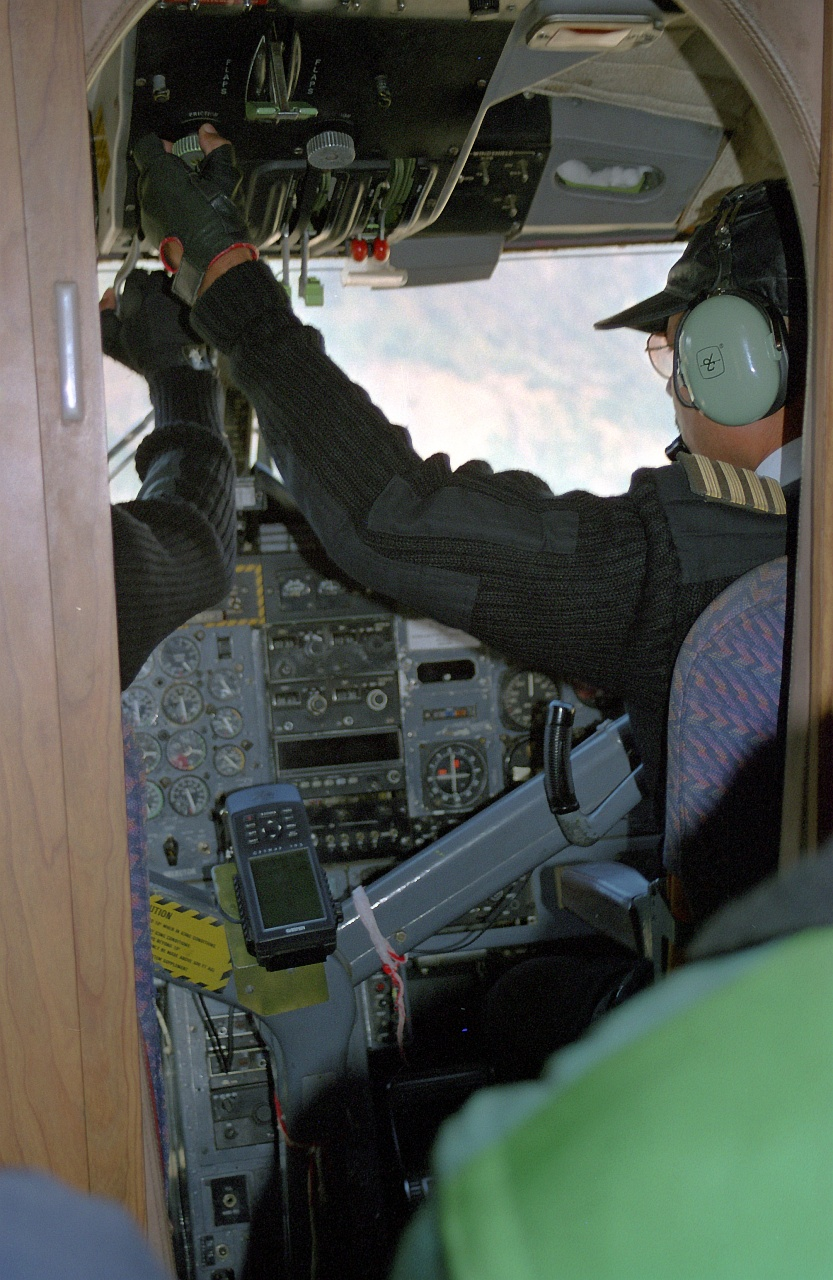
Kokpit letounu DHC-6 Twin Otter

V roce 1964 bylo ve firmě DHC rozhodnuto, že základní aerodynamická i technologická koncepce letounu De Havilland Canada DHC-3 Otter bude využita pro inovovaný letoun DHC-6. Konstrukce DHC-3 měla rezervu nosnosti a pevnosti, avšak jejich využití limitovala hvězdicová pohonná jednotka. Pro pohon nového stroje byla zvolena dvojice turbovrtulových motorů Pratt & Whitney of Canada PT6A-6 o výkonu po 426 kW, umístěných na vzpěrovém obdélníkovém křídle s dvojštěrbinovými vztlakovými klapkami.

## Vývoj a nasazení

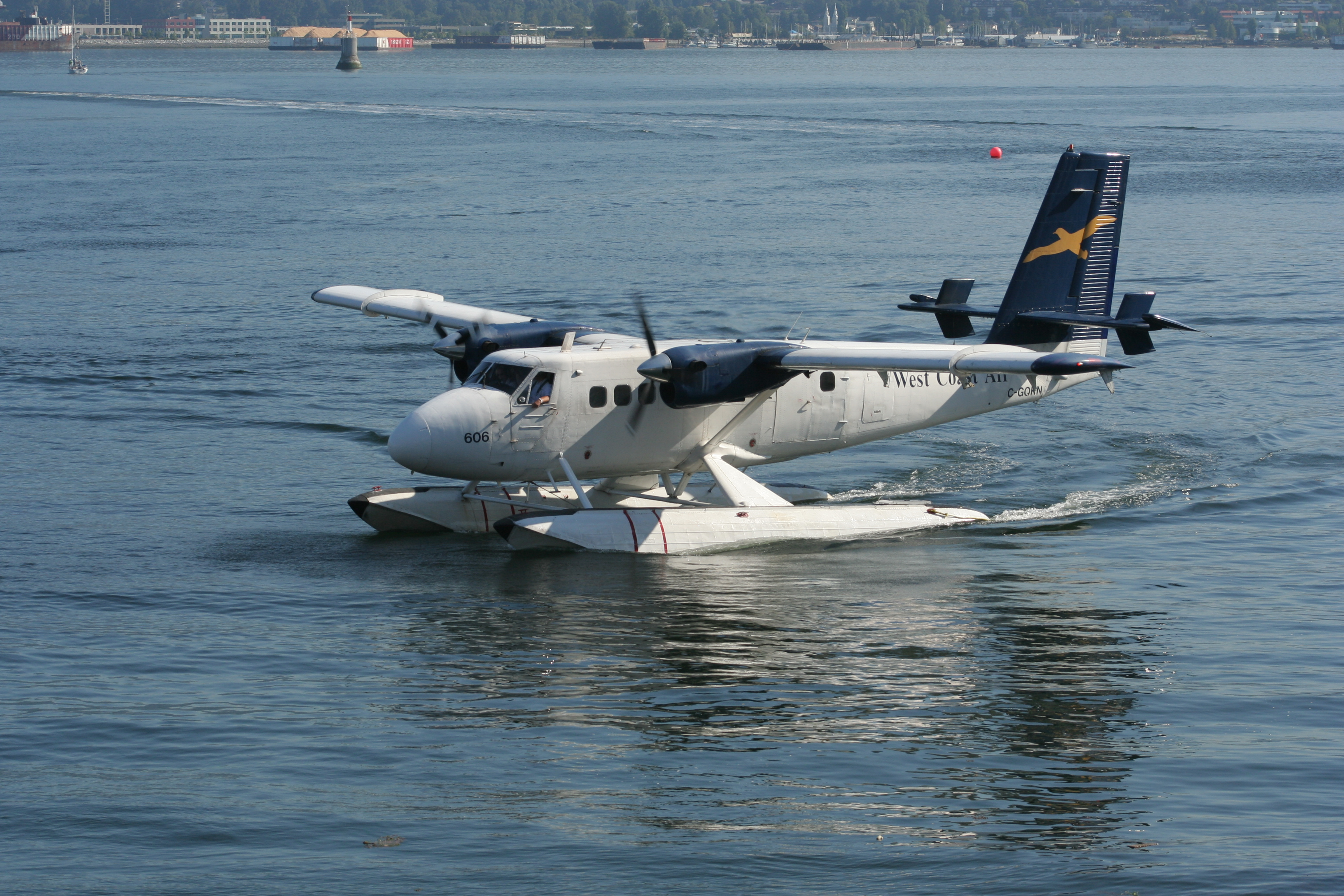
Plovákový De Havilland DHC-6 Twin Otter letecké společnosti West Coast Air

Prototyp DHC-6 (CF-DHC-X) byl zalétán 20. května 1965, osvědčení amerického úřadu FAA získal v červenci 1966. První stroj ze série DHC-6-100 byl předán správě zemědělství a lesnictví provincie Ontario.[zdroj⁠?!] Sloužil zejména v protipožárním průzkumu a přepravě požárních družstev.
Twin Otter nalezl uplatnění také v celé řadě vojenských uživatelů, např. USAF, kde létá pod označením UV-18B, nebo Fuerza Aérea de Chile.
Od čtvrtého sériového letounu byly motory PT6A-6 nahrazeny typem PT6A-20 se stejným výkonem, avšak s příznivějšími vzletovými charakteristikami. Celková produkce dosáhla počtu 115 strojů.[zdroj⁠?!]
V dubnu 1968 byla ve výrobě zavedena verze DHC-6-200 s prodlouženou přídí trupu, kde byl i zavazadlový prostor pro cestující. Obě varianty mohly mít místo podvozkových kol namontovány lyže, kombinované lyže s koly, nebo dva plováky. V tomto případě mají Twin Ottery kratší příď a na VOP dvě pomocné svislé plošky pro vyrovnání zvětšené plochy před těžištěm.
Od 231. draku se DHC-6 dodával ve zdokonalené verzi DHC-6-300, jejíž první sériový kus byl předán na jaře 1969.[zdroj⁠?!] Je poháněna motory PT6A-27 po 486 kW, čímž se podstatně zlepšily vlastnosti stroje v kategorii STOL. Twin Ottery byly dodávány také s přídavnou nádrží pro náklad do hmotnosti 272 kg, zavěšenou pod trupem.
Verze DHC-6-300S byla vybavena pro dosažení nejvyšší bezpečnosti provozu za cenu snížení počtu pasažérů na 11.[zdroj⁠?!]
Dne 1. října roku 2008 byl zalétán prototyp DHC-6-400 (C-FDHT) s motory PT6A-34 po 551 kW. Limitovaná sériová výroba varianty byla obnovena u společnosti Viking Air, která odkoupila výrobní plány a práva k typu.

## Specifikace

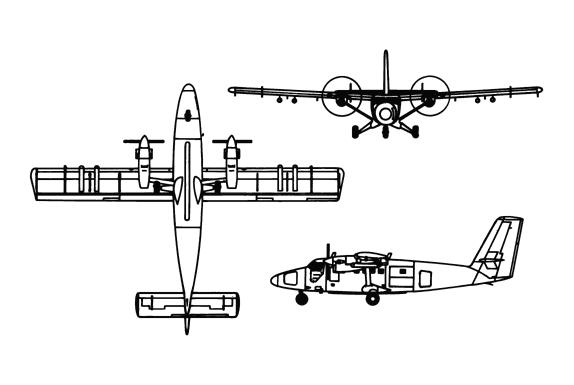
Třípohledový nákres

Údaje dle

### Technické údaje
- Osádka: 2[5]
- Kapacita: 18 cestujících nebo 2 300 liber (1 000 kg) nákladu[5]
- Rozpětí: 19,81 m
- Délka: 15,77 m
- Nosná plocha: 39,02 m²
- Prázdná hmotnost: 3320 kg
- Vzletová hmotnost: 5670 kg
- Pohonná jednotka: 2 × turbovrtulový motor Pratt & Whitney Canada PT6A-27[5]
- Výkon pohonné jednotky: 2 × 652 shp (486 kW)[5]

### Výkony
- Maximální rychlost: 338 km/h
- Cestovní rychlost: 290 km/h
- Stoupavost u země: 8,1 m/s
- Dostup: 8140 m
- Maximální dolet: 1775 km